# Lista de acidentes e incidentes aéreos da Panair do Brasil
Em toda sua história, a Panair do Brasil sofreu inúmeros acidentes com suas aeronaves, sendo que 13 foram acidentes fatais. Esta lista traz uma breve descrição de cada um deles, em ordem cronológica, compreendendo o período entre a fundação da empresa, em 1929, até o ano de 1965, quando teve suas operações aéreas abruptamente encerradas em 10 de fevereiro de 1965, devido a um despacho do governo militar, que suspendeu suas linhas.

## Lista
- Maioria das referências são do Aviation Safety Network.[a]

| Voo | Data                   | Tipo                    | Prefixo | Rota                      | Local                          | Ocupantes | Mortos | Sobreviventes | Causa | Notas |
| --- | ---------------------- | ----------------------- | ------- | ------------------------- | ------------------------------ | --------- | ------ | ------------- | --- | ----- |
| N/A | 18 de agosto de 1941   | Lockheed L-18 Lodestar  | PP-PBD  | Curitiba-São Paulo        | perto de São Paulo, São Paulo. | 13        | 8      | 5             | Caiu na Serra da Cantareira ao se aproximar de São Paulo à noite. |       |
| N/A | 17 de março de 1942    | Lockheed 18-10 Lodestar | PP-PBE  | São Paulo-TBA             | São Paulo, São Paulo.          | TBA       | TBA    | TBA           | O trem de pouso quebrou durante a decolagem. O tanque de combustível posteriormente se rompeu e um incêndio eclodiu.                                                                                                |       |
| N/A | 28 de setembro de 1942 | Lockheed 18-10 Lodestar | PP-PBG  | Rio de Janeiro-São Paulo. | Pedra Branca, São Paulo.       | 15        | 15     | 0             | Ao descer em direção a São Paulo, Brasil, do norte, a tripulação foi informada pelo ATC que as condições meteorológicas eram ruins. A aeronave atingiu a encosta de uma montanha localizada próximo à Pedra Branca. |       |
| N/A | 24 de agosto de 1944   | Lockheed 18-10 Lodestar | PP-PBJ  | TBA                       | TBA                            | TBA       | TBA    | TBA           | Relatado que tenha acidentado. |       |
| N/A | 30 de agosto de 1944   | Lockheed 18-10 Lodestar | PP-PBI  | Rio de Janeiro-São Paulo. | perto de Congonhas, São Paulo. | 16        | 16     | 0             | Caiu à noite. |       |
| N/A | 21 de setembro de 1944 | Lockheed 18-10 Lodestar | PP-PBH  | Rio de Janeiro-Belém.     | Rio Doce, Minas Gerais.        | 16        | 16     | 0             | Caiu durante um pouso forçado após a aeronave ter problemas no motor número 2. |       |